# Distretto di Lluta
Il distretto di Lluta è uno dei venti distretti della provincia di Caylloma, in Perù. Si trova nella regione di Arequipa e si estende su una superficie di 1.226,46 chilometri quadrati.

Ha per capitale la città di Lluta e contava 1.859 abitanti al censimento 2005.